# Drosophila alexanderae
Drosophila alexanderae är en tvåvingeart som beskrevs av Pipkin 1964. Drosophila alexanderae ingår i släktet Drosophila och familjen daggflugor.
Artens utbredningsområde är Panama och Trinidad.